# Anselme Boix-Vives
Pour les articles homonymes, voir Boix et Vives.
Anselme Boix-Vives, né le 3 janvier 1899 au hameau de Herbeset (commune de Morella, province de Castellón en Espagne) et mort en 1969 à Moûtiers (Savoie), est un peintre français autodidacte d'origine espagnole.

## Biographie
De sa jeunesse de berger catalan, Anselme Boix-Vives a gardé le souvenir flamboyant de la nature. Venu s'installer en France à l'âge de 18 ans, il y exerce divers métiers avant d'ouvrir un commerce de fruits et légumes à Moûtiers en 1926. Il est naturalisé français en mars 1940.
Au milieu des années 1950, il entame un projet utopique qu'il portera toute sa vie, un « plan de paix mondiale », manifeste à l'appui.
En 1962, à la mort de sa femme, il arrête son commerce et se consacre à la peinture. Durant sept années, il produira plus de 2 000 œuvres colorées, fortement expressives et originales, où la figure humaine, aux traits souvent simiesques, se mêle à des végétations luxuriantes. À son décès, en 1969, une grande exposition lui rend hommage à la galerie Denise Berteau à Paris.
Une exposition lui a rendu hommage au musée des Beaux-Arts de Chambéry du 25 novembre 2017 au 11 mars 2018.

## Publication
- Du nouveau sur la planète. Plan financier d'organisation mondiale. La Paix par le travail, Moutiers : chez l'auteur, 39-41, Grande Rue, s.d., 16 p.

#### Ouvrages
- Jean-Dominique Jacquemond, Anselme Boix-Vives, Paris, La Différence, 1990Avec un texte de Jean-Louis Lanoux
- Marie-Caroline Sainsaulieu, Anselme Boix-Vives, Lausanne, Sylvio Acatos, 1998
- Marie-Caroline Sainsaulieu, Anselme Boix-Vives, Paris, La Différence, 2003Monographie et catalogue raisonné
- Emmanuel Daydé, Anselme Boix-Vives : l'aménagement du monde, Paris, Alain Margaron, 2009

#### Articles
- Manuel Costa Fernández, La fuerza de Anselm Boix Vives, Sabadell, Diario Sabadell, 6 mai 1970
- Jean-Louis Lanoux, Anselme Boix-Vives, L'Œuf sauvage n° 2, décembre 1992